# Террі Рокаверт
Террі Рокаверт (англ. Terry Rocavert; нар. 21 жовтня 1955) — колишній австралійський тенісист.
Найвищу одиночну позицію світового рейтингу — 115 місце досяг 12 липня 1978 року.
Найвищим досягненням на турнірах Великого шолома був півфінал в парному розряді.

## Фінали Гран-прі за кар'єру

### Одиночний розряд: 1 (0–1)
| Результат | В-П | Дата     | Турнір        | Покриття | Суперник | Рахунок  |
| --------- | --- | -------- | ------------- | -------- | -------- | -------- |
| Поразка   | 0–1 | Сер 1980 | Колумбус, США | Тверде   | Боб Лутц | 4–6, 3–6 |